# Crécy-en-Ponthieu
Crécy-en-Ponthieu è un comune francese di 1 559 abitanti situato nel dipartimento della Somme nella regione dell'Alta Francia.

## Storia
Nel 1346, all'inizio della Guerra dei cent'anni, Crécy fu teatro di un'importante battaglia, che vide la disfatta della cavalleria francese ad opera degli arcieri inglesi.

## Società

### Evoluzione demografica
Abitanti censiti